# Sungardo ežeras
Sungardo ežeras este o arie protejată (sit de importanță comunitară — SCI) din Lituania întinsă pe o suprafață de 117 ha, integral pe uscat.

## Localizare
Centrul sitului Sungardo ežeras este situat la coordonatele 55°29′40″N 26°07′12″E / 55.4944°N 26.12°E.

## Înființare
Situl Sungardo ežeras a fost declarat sit de importanță comunitară în noiembrie 2006 pentru a proteja 1 specie de plante.

## Biodiversitate
Situată în ecoregiunea boreală, aria protejată conține 1 habitat natural: Ape puternic oligomezotrofe cu vegetație bentonică cu Chara spp..
La baza desemnării sitului se află o specie protejată de  plante: Najas flexilis.